# 15595 Melwincheng
15595 Melwincheng è un asteroide della fascia principale. Scoperto nel 2000, presenta un'orbita caratterizzata da un semiasse maggiore pari a 2,575760 UA e da un'eccentricità di 0,107371, inclinata di 14,242162° rispetto all'eclittica.